# Aleksander Jermolov

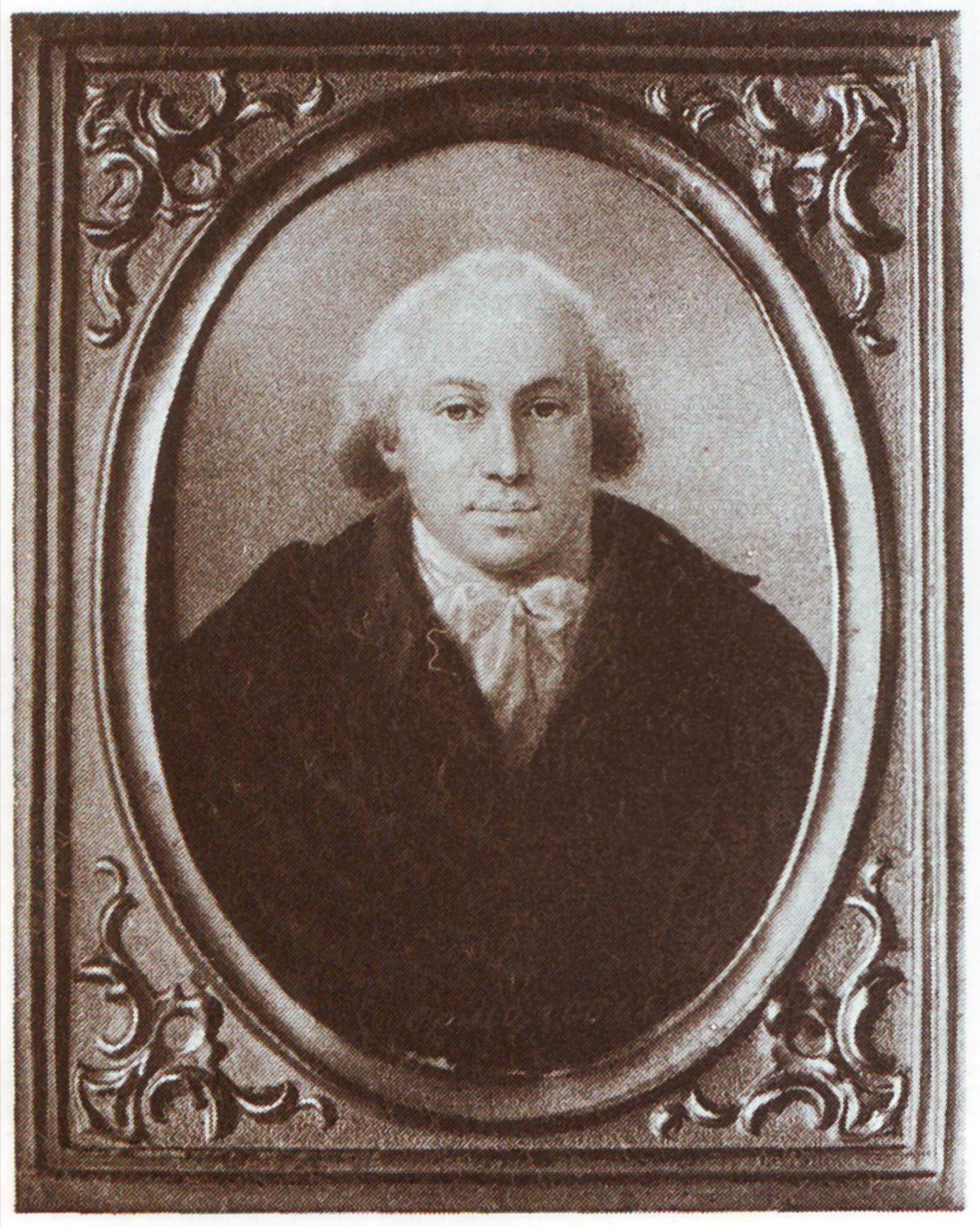
Aleksander Jermolov

Aleksander Petrovitj Jermolov (ryska: Александр Петрович Ермолов), född 1754, död 1834, var en rysk general och älskare till Katarina den stora. 
Jermolov presenterades för Katarina av Potemkin, utprovades av Anna Protasova och ersatte 1785 Aleksander Lanskoj som generaladjutant och älskare. Jermolov anslöt sig till Potemkins fiender och avsattes därför från sin ställning.   